# Острівчани
Острівча́ни — село в Україні, у Кам'янець-Подільській міській громаді Кам'янець-Подільського району Хмельницької області.

## Назва
Давня назва поселення — «Островчинці».

## Географія
Село розташоване на рівній височині, оточеної з півночі та півдня двома струмками, які на сході з'єднуються в річку Білява, яка далі впадає в Смотрич. Відстань до центру громади Кам'янець-Подільського автодорогами 11.7 кілометрів.

### Клімат
Острівчани знаходяться в межах вологого континентального клімату із теплим літом, але діяльність людини призводить до поганих змін та глобального потепління. Рівень наповнення річок водою в області становить лише 20 % від необхідного стандарту. Для покращення ситуації варто було б відновлювати екосистеми та лісові масиви.

## Історія
Перша найдавніша згадка про село Острівчани зустрічається в документах — 1460 року. В списку сіл, з яких кам'янецьким біскупам дозволено брати десятину.
Колись село оточував ліс, про який 1512 вели суперечку кам'янецькі та острівчанські землевласники. В 1530 році в Острівчанах нараховувалось 9 земельних ланів, які належали поміщиці Хоцимірській.
Церква в селі була з 16 століття (в податкових списках 1565 і 1569 згадується «піп»). У 18 столітті була церква Покрови Пресвятої Богородиці. 1860 збудовано кам'яну церкву, а стару — розібрано. 1890 проведено значний ремонт церкви та урочисто освячено 30 вересня (12 жовтня).
До 1793 року Острівчани належали польським магнатам Конецпольським.
З 1820 року Острівчанами володіють два землевласники: Домінік Янішевський та Домінік Старшинський. 1886 відкрито церковнопарафіяльну школу. З 1895 року Острівчанами володіє Домінік Старшинський, якому належало 1455 десятин землі, лісу 438; селянам – 473, церкві – 36 десятин. За даними Євтима Сіцінського у 1895 році: дворів — 147, мешканців — 742.
В 1905 році відбулись селянські бунти. Зачинателями цих бунтів були Кобля Олександр Лук'янович, Моргун Йосип, до яких приєднались інші селяни.
Внаслідок поразки визвольних змагань на початку XX століття, село надовго окуповане російсько-більшовицькими загарбниками.
Радянська окупація принесла колективізацію та розкуркулення, мешканці села зазнали репресій.
В 1932–1933 селяни села пережили сталінський Голодомор.
1935 році початкова школа була перетворена в неповну середню, яка розмістилася в пристосованому приміщенні колишнього гуртожитку сільськогосподарської комуни. В 1936 році створено фельдшерський пункт, родильний будинок.
У 1941 році після захоплення німецькі війська встановлювали в селі свої порядки, 127 юнаків і дівчат насильно були вивезені до Німеччини на каторжні роботи. Після завершення Другої світової війни у 1946—1947 роках мешканці села вчергове пережили голод.
З 24 серпня 1991 року село входить до складу незалежної України.
У 2020 році шляхом об'єднання сільських рад, село увійшло до складу Кам'янець-Подільської міської територіальної громади. Об'єднання в громаду має створити умови для формування ефективної і відповідальної місцевої влади, яка зможе забезпечити комфортне та безпечне середовище для проживання людей.

## Населення
За даними на 1998 року: дворів — 303, мешканців — 698.
За переписом населення України 2001 року в селі мешкало 655 осіб.
За даними 2023 року в селі зареєстровано 525 осіб.

### Мова
У селі поширені західноподільська говірка та південноподільська говірка, що відносяться до подільського говору, який належить до південно-західного наріччя.
Розподіл населення за рідною мовою за даними перепису 2001 року:
| Мова       | Відсоток |
| ---------- | -------- |
| українська | 99,40 %  |
| російська  | 0,60 %   |

## Відомі люди

### Народилися
- Микола Григорович Кукурудзяк (1938—1999) — доктор історичних наук.
- Микола Павлович Худик (1966) — суддя Київського апеляційного суду, член Вищої ради правосуддя.
- Андрій Павлович Худик (1959) — міністр екології та природніх ресурсів Республіки Білорусь.
- Петро Бабак (1900-1973) — воїн 4-ї Київської Дивізії Армії УНР, лицар Залізного хреста учасник Першого та Другого зимових походів.

## Охорона природи
Село лежить у межах національного природного парку «Подільські Товтри».

## Галерея

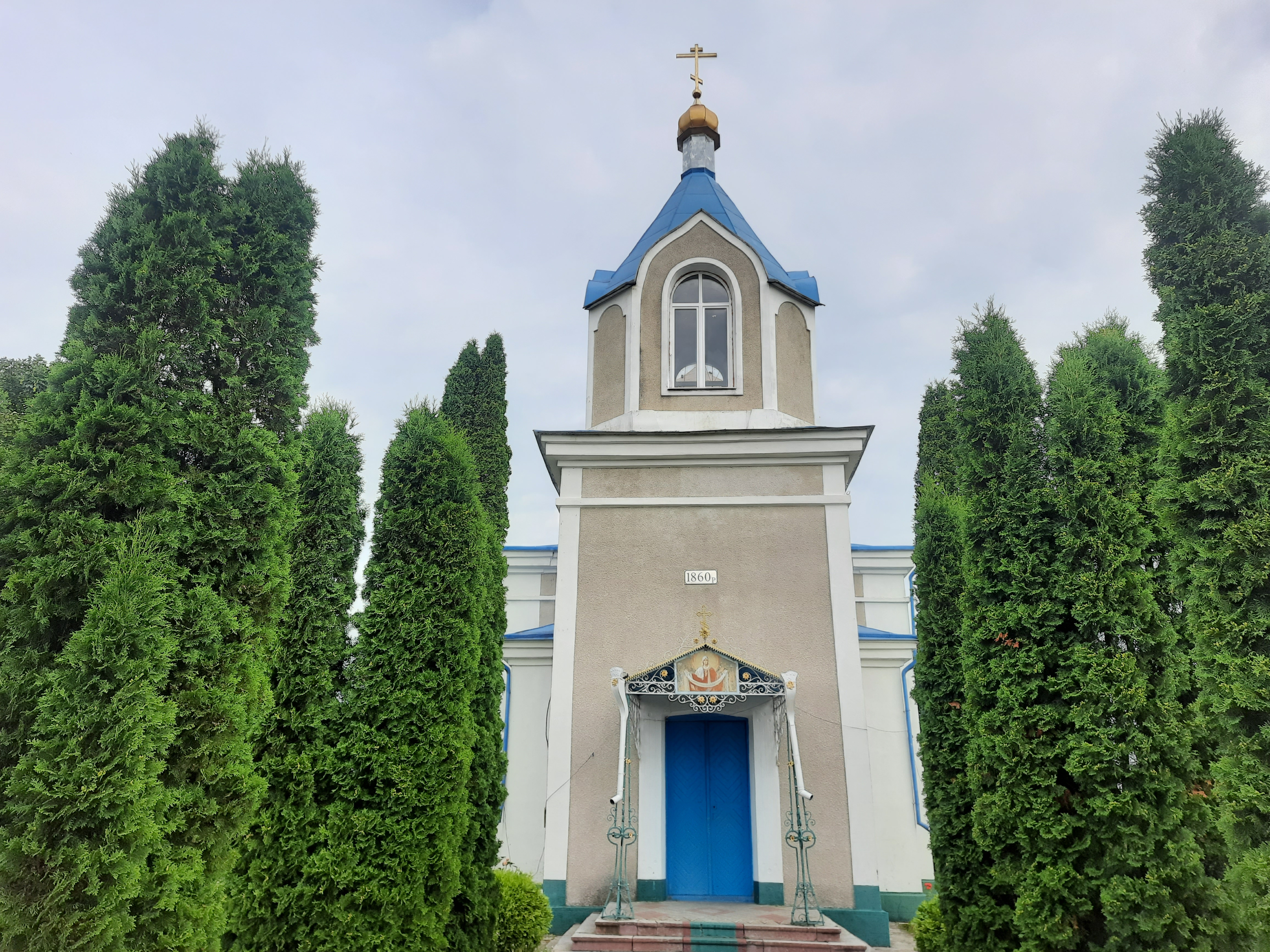
Покровська церква
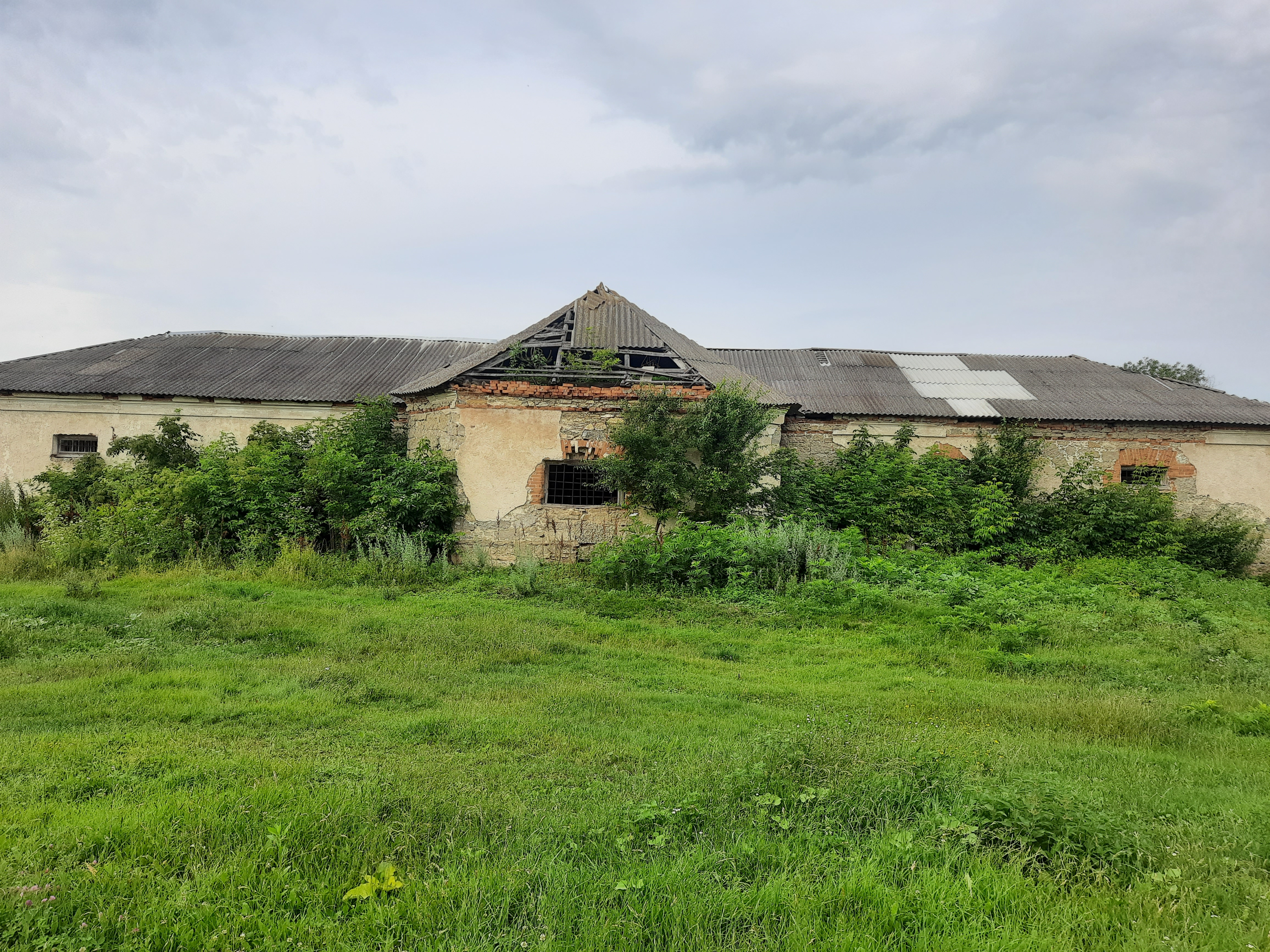
Залишки колишньої панської садиби
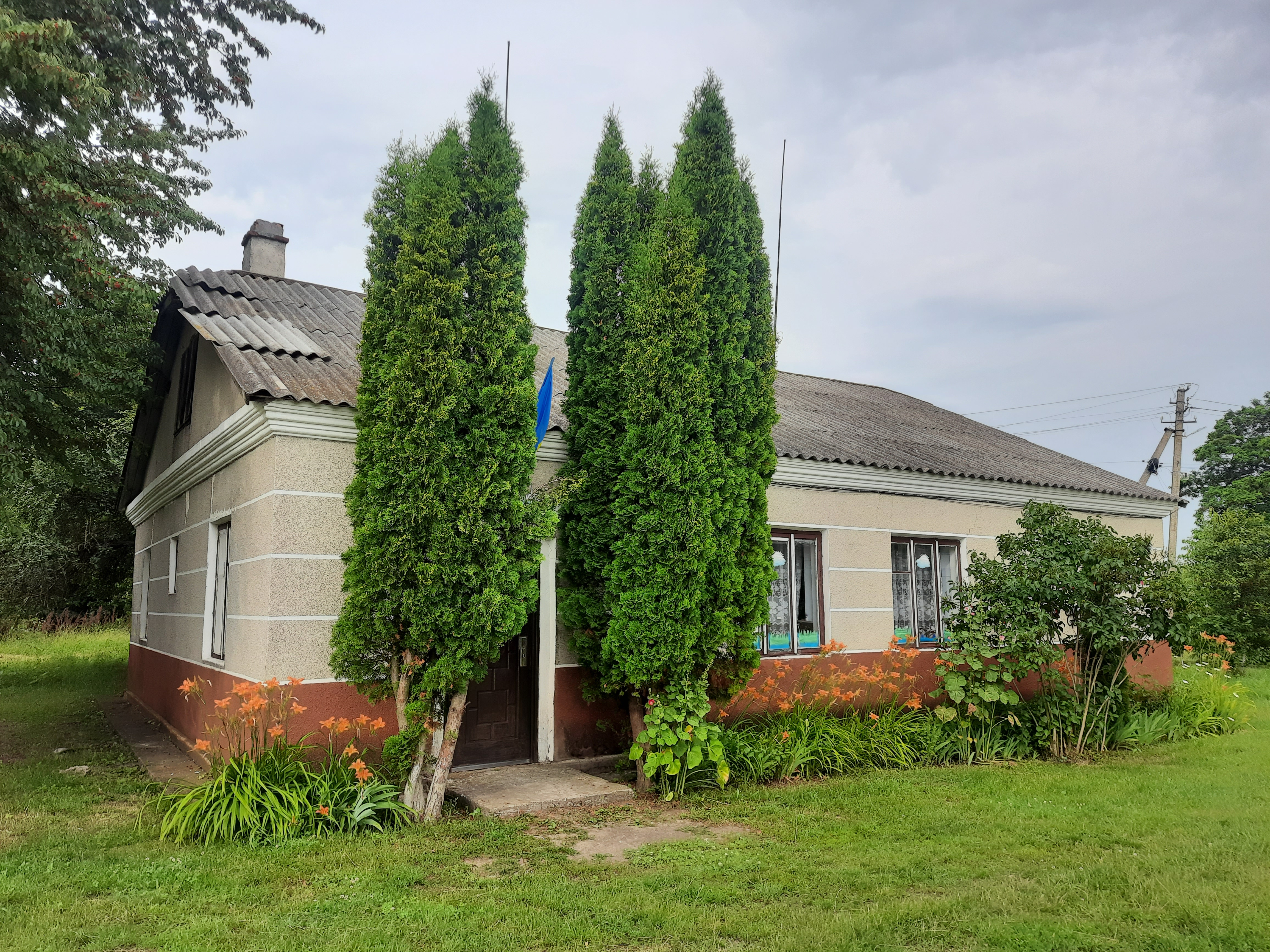
Старостат
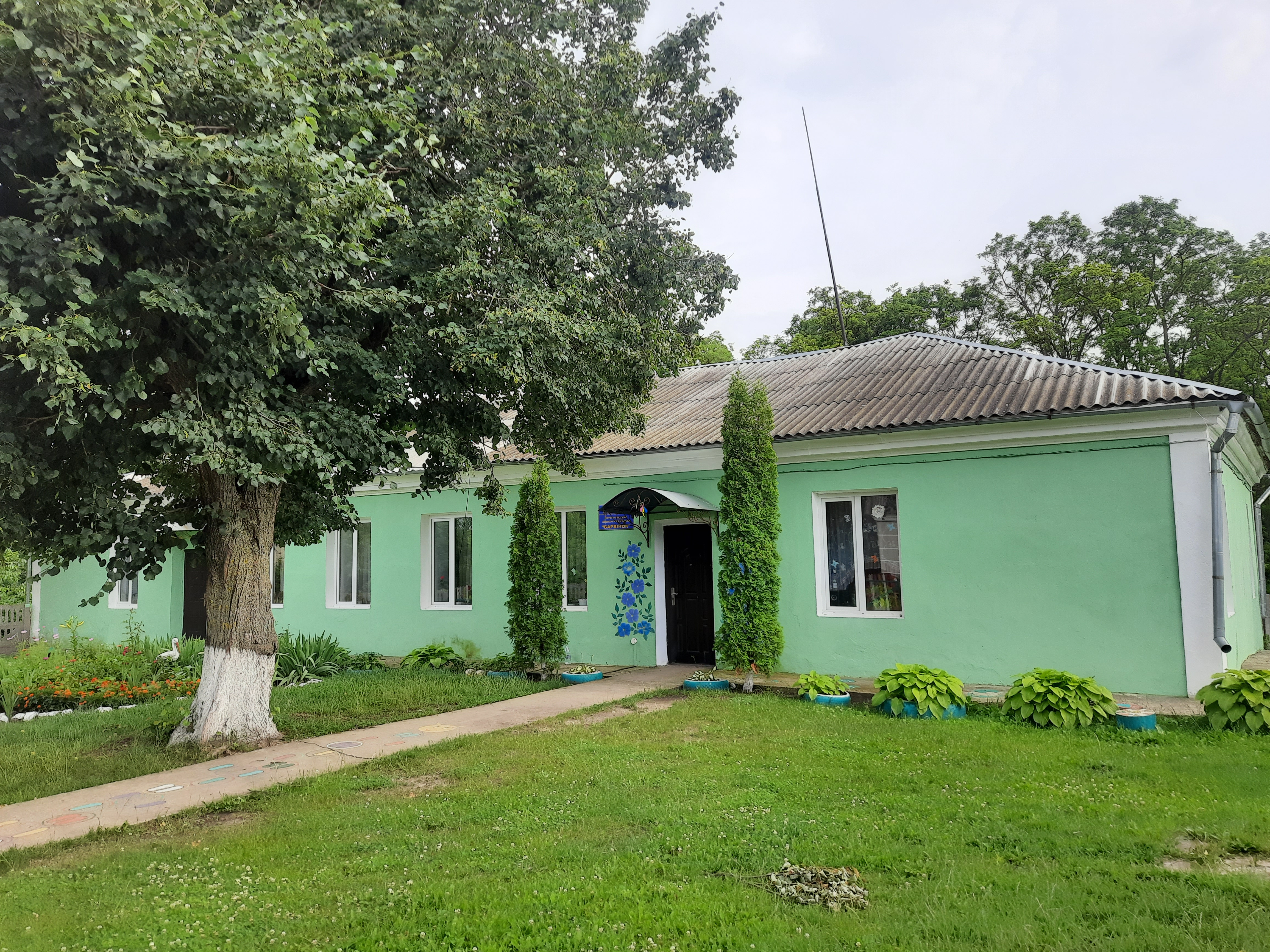
Дитячий садок